# Стефан Блажев
Стефан Блажев е български революционер, деец на Вътрешната македоно-одринска революционна организация.

## Биография
Роден е в 1881 година в охридското село Върбяни, което тогава е в Османската империя. Остава без образование. Влиза във ВМОРО първоначално като куриер, а от 1902 до 1906 г. е селски войвода и ръководител на революционния комитет във Върбяни. При избухването на Балканската война в 1912 година е доброволец в 6 охридска дружина на Македоно-одринското опълчение.